# Zodion abitus
Zodion abitus är en tvåvingeart som beskrevs av Adams 1903. Zodion abitus ingår i släktet Zodion och familjen stekelflugor. Inga underarter finns listade i Catalogue of Life.